# Plaisance (arrondissement)
Plaisance (em crioulo haitiano: Plezans) é um arrondissement do Haiti, situado no departamento do Norte. De acordo com o censo de 2003, Plaisance tem uma população total de 90.812 habitantes.

## Comunas
O arrondissement de Plaisance é composto por duas comunas[carece de fontes?].
- Pilate
- Plaisance